# Betioky Sud
Betioky Sud is een district van Madagaskar in de regio Atsimo-Andrefana. Het district telt 194.558 inwoners (2011) en heeft een oppervlakte van 9.103 km², verdeeld over 19 gemeentes. De hoofdplaats is Betioky.